# Kirchdorf an der Krems
Kirchdorf an der Krems – miasto powiatowe w Austrii, w kraju związkowym Górna Austria, siedziba powiatu Kirchdorf an der Krems. Liczy powyżej 5000 mieszkańców (stan na październik 2020 r.).

## Współpraca
Miejscowość partnerska:
- Seubersdorf in der Oberpfalz, Niemcy